# 72-га гірськострілецька дивізія (СРСР)
72-га гірськострілецька дивізія (72-га гсд) — військове з'єднання Збройних сил СРСР, що брало участь у Німецько-радянській війні.

## Історія
У складі діючої армії — з 22 червня по 19 вересня 1941 року.
Історія 72-ї гірськострілецької дивізії бере свій початок з 72-ї стрілецької дивізії, яка в 1939 році у складі 13-го стрілецького корпусу 12-ї армії Українського фронту брала участь у Вторгненні СРСР до Польщі, а потім брала участь у Радянсько-фінській війні 1939-1940 років. У червні 1940 року її перекинули на південь до складу військ, спрямованих проти Румунії. 24 квітня 1941 року дивізія була переформована в гірськострілецьку.
З 20 травня почала отримувати приписний склад у кількості 1 100 осіб. 20 червня була приведена в бойову готовність і на наступний день зайняла підготовлені позиції на Львівському виступі по річці Сан.З початком Німецько-радянської війни, 72-га гірськострілецька дивізія 22 червня відбивала атаки німців, які намагалися перейти річку. До світанку наступного дня дивізія відвела свій 187-й гірськострілецький полк на фронт Бахув — Липа Дольна — Добра Шляхенка. Її 133-й полк, виведений в резерв командира корпусу, в 2 години 30 хвилин пройшов Риботиче, прямуючи в напрямку на Фредрополь.
В ніч на 24 червня дивізія вела бої з противником, відбиваючи його спроби форсувати річку Сан. До ранку німцям вдалося збити радянські прикордонні частини і переправитися в районі Седлиска. Вдень її 133-й гірськострілецький полк спільно з 99-ю стрілецькою дивізією оволоділи Перемишлем і зайняли рубіж Соколя — Године — Воля Лацка — Шегині — Медика — Перемишль — Бахув. 187-й та 309-й гірськострілецькі полки дивізії вели бій із частинами противника, що переправилися через річку.
У зв'язку з тим, що фронт на стику 6-ї та 26-ї армій був прорваний противником і виникла загроза для флангів обох армій, 24 червня командувач Південно-Західним фронтом (ПЗФ) наказав відвести 72-гу гірськострілецьку дивізію на рубіж Ольшани — Устишки Дольні. 28 червня дивізія була виведена у резерв.
1 липня дивізія обороняла рубіж Пясечна — західне узлісся урочища Бильчеський Ляс, але з 6 години ранку 2 липня почала відхід на основний оборонний рубіж Отиневичі — Ходорів — Журавно. Вранці 3 липня прийшла директива командуючого військами ПЗФ на відведення 26-ї армії на рубіж Великі Деревичі — Заставці і оборону Остропольського укріпрайону. 8 липня армія продовжувала відхід на схід і 11 липня зайняла оборону на фронті Остропіль — Десеровка — Новокостянтинів — Летичів. 72-га гірськострілецька дивізія змінила на ділянці Стара Синява — Юзефовка частини 216-ї моторизованої дивізії.
18 липня 12-та армія, до складу якої до цього часу була передана 72-га гсд, перегрупувала війська і відійшла на новий рубіж з метою вирівнювання фронту. Перед фронтом армії противник активно рвався з району Браїлова і, прорвавши оборону танками, вийшов на південну і східну околиці Вінниці. Дивізія в цей час оборонялася в районі Вонячина.
21 липня противник зайшов у тил 6-ї та 12-ї армій і, взявши Тетіїв, Животів, Оратів та Монастирище, прагнув замкнути кільце оточення. Щоб уникнути цього, армії силами резервів завдали спільного удару на схід, в якому брала участь і 72-га гсд, яка, рухаючись за 192-ю гірськострілецькою дивізією трьома полками, 22 липня до 6:00 вийшла на рубіж Гоноратка — Казимировка. Її 14-й гірськострілецький полк продовжував оборонятися на рубежі Славна — Липовець. Увечері 8-му стрілецькому корпусу у складі 192-ї та 72-ї гсд було поставлено завдання до кінця дня оволодіти рубежем Литвинівка — Олександрівка. Виступивши в напрямку Лукашевки, до 2 години ночі 192-га гсд, 133-й і 187-й гірськострілецькі полки 72-ї гсд вступили в бій з моторизованими підрозділами противника в районі Балабанівки і Сабатовки. 23 липня вони оволоділи Лукашевкою і продовжили наступ у східному напрямі. Потрапивши під кулеметний вогонь і обстріл з мінометів, дивізія відійшла за безіменний струмок біля південно-західної околиці Лукашевки і перейшла до оборони.
Наприкінці липня на початку серпня 1941 року 72-га гірськострілецька дивізія у складі групи Понєдєліна (6-та і 12-та армії) брала участь в битві під Уманню. 1 серпня дивізія, що закріпилася на західній околиці Майданецького, з настанням темряви почала відхід в район Зеленькова для зайняття там оборони. 2 серпня німцям вдалося зімкнути кільце навколо 6-ї і 12-ї армій. В ході ліквідації німцями Уманського котла 72-га гсд була знищена, а її командир П. І. Абрамідзе потрапив до німецького полону.
19 вересня 1941 року дивізія була розформована як загибла.

## Бойовий склад
- 14-й гірськострілецький полк
- 133-й гірськострілецький полк
- 187-й гірськострілецький полк
- 309-й гірськострілецький полк
- 9-й артилерійський полк
- 33-й гаубичний артилерійський полк
- 119-й окремий винищувально-протитанковий дивізіон
- 309-й окремий зенітний артилерійський дивізіон
- 40-й розвідувальний батальйон
- 3-й саперний батальйон
- 55-й окремий батальйон зв'язку
- 51-й медико-санітарний батальйон
- 37-й артилерійський парковий дивізіон
- 73-й автотранспортний батальйон
- 10-та окрема рота хімзахисту
- 71-й польовий автохлібозавод
- 214-та (176-та) польова поштова станція
- 396-та польова каса Держбанку

## Підпорядкування
| Дата         | Фронт                   | Армія       | Корпус                 |
| ------------ | ----------------------- | ----------- | ---------------------- |
| 22.06.1941   | Південно-Західний фронт | 26-та армія | 8-й стрілецький корпус |
| 01.07.1941   | Південно-Західний фронт | 26-та армія | 8-й стрілецький корпус |
| 10.07.1941   | Південно-Західний фронт | 26-та армія | 8-й стрілецький корпус |
| з 25.07.1941 | Південний фронт         | 12-та армія | 8-й стрілецький корпус |

## Командири дивізії
- Абрамідзе Павло Івліанович (08.08.1940 — 19.09.1941), генерал-майор.